# مك ناب (إلينوي)
مك ناب (بالإنجليزية: McNabb)‏ هي منطقة سكنية تقع في الولايات المتحدة في مقاطعة بوتنام، إلينوي.  يقدر عدد سكانها بـ 310 نسمة  وترتفع عن سطح البحر 207.88 متر.

## الموقع الجغرافي
الموقع الجغرافي للمناطق المحيطة بهذه النقطة هو كالتالي: